# Trung tâm Y tế Khu vực Đại Biệt Sơn
Trung tâm Y tế Khu vực Đại Biệt Sơn (tiếng Trung: 大别山区域医疗中心; bính âm: Dàbiéshān Qūyù Yīliáo Zhōngxīn) là một khuôn viên bệnh viện ở quận Hoàng Châu, Hoàng Cương, Hồ Bắc, Trung Quốc. Ban đầu được xây dựng để mở rộng khuôn viên cho Bệnh viện Trung tâm Hoàng Cương, bệnh viện nhanh chóng chuyển thành một cơ sở kiểm dịch chống dịch virus corona ở Vũ Hán 2019–20.

## Lịch sử
Việc xây dựng khuôn viên bệnh viện mới bắt đầu vào năm 2013 và các cấu trúc trong khuôn viên đã được hoàn thành vào năm 2016 như là một dự án dài hạn để di dời Bệnh viện Trung tâm Hoàng Cương. Việc cải tạo và lắp đặt thiết bị y tế đã tiến hành và hầu hết được hoàn thành tháng 1 năm 2020. Khuôn viên dự kiến sẵn sàng khai trương vào tháng 5 năm 2020.
Tuy nhiên, do sự lây lan nhanh chóng của coronavirus mới (2019-nCoV) ở Vũ Hán, nhà chức trách tuyên bố vào ngày 24 tháng 1 năm 2020, bệnh viện trở thành nơi điều trị cho bệnh nhân nhiễm virus. Công việc chuyển đổi bắt đầu từ ngày 25 tháng 1 năm 2020 với sự tham gia của 500 công nhân xây dựng, thợ điện và cảnh sát. Công trình hoàn thành vào ngày 28 tháng 1 năm 2020 sau 48 giờ và bệnh viện bắt đầu tiếp nhận bệnh nhân lúc 10:30 tối

## Thiết kế
Thiết kế ban đầu có sức chứa 2.000 giường.
Là một cơ sở kiểm dịch, khuôn viên hiện có sức chứa 1.000 giường.